# Зеленцин (Великопольське воєводство)
Зеленцин (пол. Zielęcin) — село в Польщі, у гміні Веліхово Ґродзиського повіту Великопольського воєводства.
Населення — 328 осіб (2011).
У 1975-1998 роках село належало до Познанського воєводства.

## Демографія
Демографічна структура станом на 31 березня 2011 року:
|          | Загалом | Допрацездатний вік | Працездатний вік | Постпрацездатний вік |
| -------- | ------- | ------------------ | ---------------- | -------------------- |
| Чоловіки | 170     | 41                 | 117              | 12                   |
| Жінки    | 158     | 48                 | 86               | 24                   |
| Разом    | 328     | 89                 | 203              | 36                   |